# サビニョ山
サビニョ山（サビニョさん、英: Mount Sabyinyo）は、アフリカ大地溝帯のヴィルンガ山地に属する成層火山である。山の名前となっている「サビニョ」はルワンダ語で「歯」を意味する "Iryinyo" または "Sabyinyo" に由来している。その鋸歯状の山頂が摩耗した歯のように見えることから、地元民からは「老人の歯」とも呼ばれている。

## 地理
アフリカ大湖沼の一つであるキブ湖及びヴィルンガ山地の最高峰カリシンビ山の北東、ウガンダのブニョニ湖の西に位置し、3,669mの山頂（第3ピーク）はウガンダ、ルワンダ及びコンゴ民主共和国の三国国境の交差点上にある。山は各国によって設立された隣接する国立公園内にあり、それぞれウガンダのムガヒンガ・ゴリラ国立公園、ルワンダの火山国立公園、コンゴ民主共和国のヴィルンガ国立公園となっている。また、山の裾野はマウンテンゴリラの生息地となっている。

## 火山活動
山地内に隣接する火山の円錐形の山頂とは対照的に、大規模な侵食を受けた影響で5つのピークが形成されている。カリウム-アルゴン法の測定により更新世の104万年前と90万年前の溶岩流が発見されているが、完新世以降に活動している形跡はない。

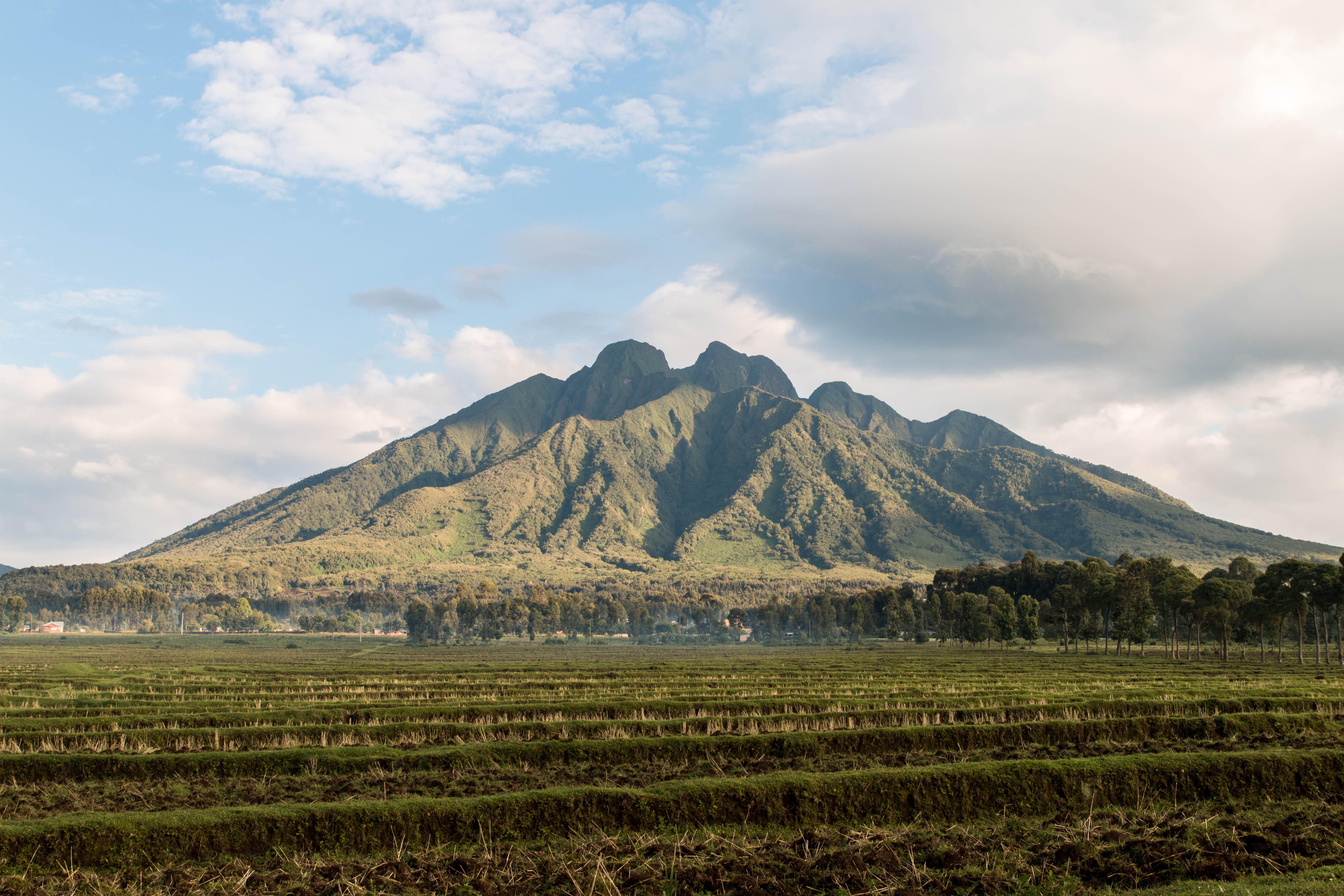
サビニョ山
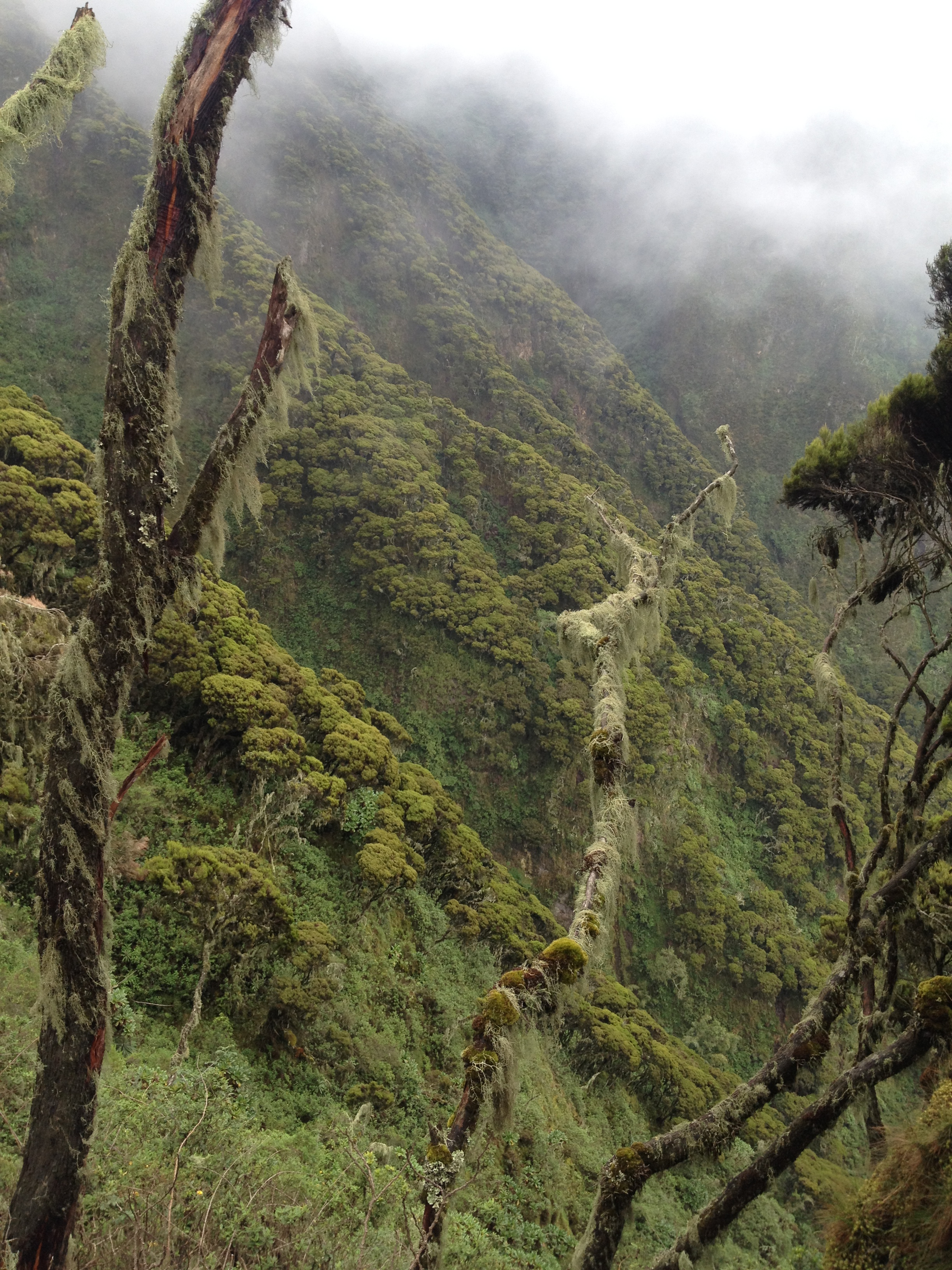
サビニョ山内
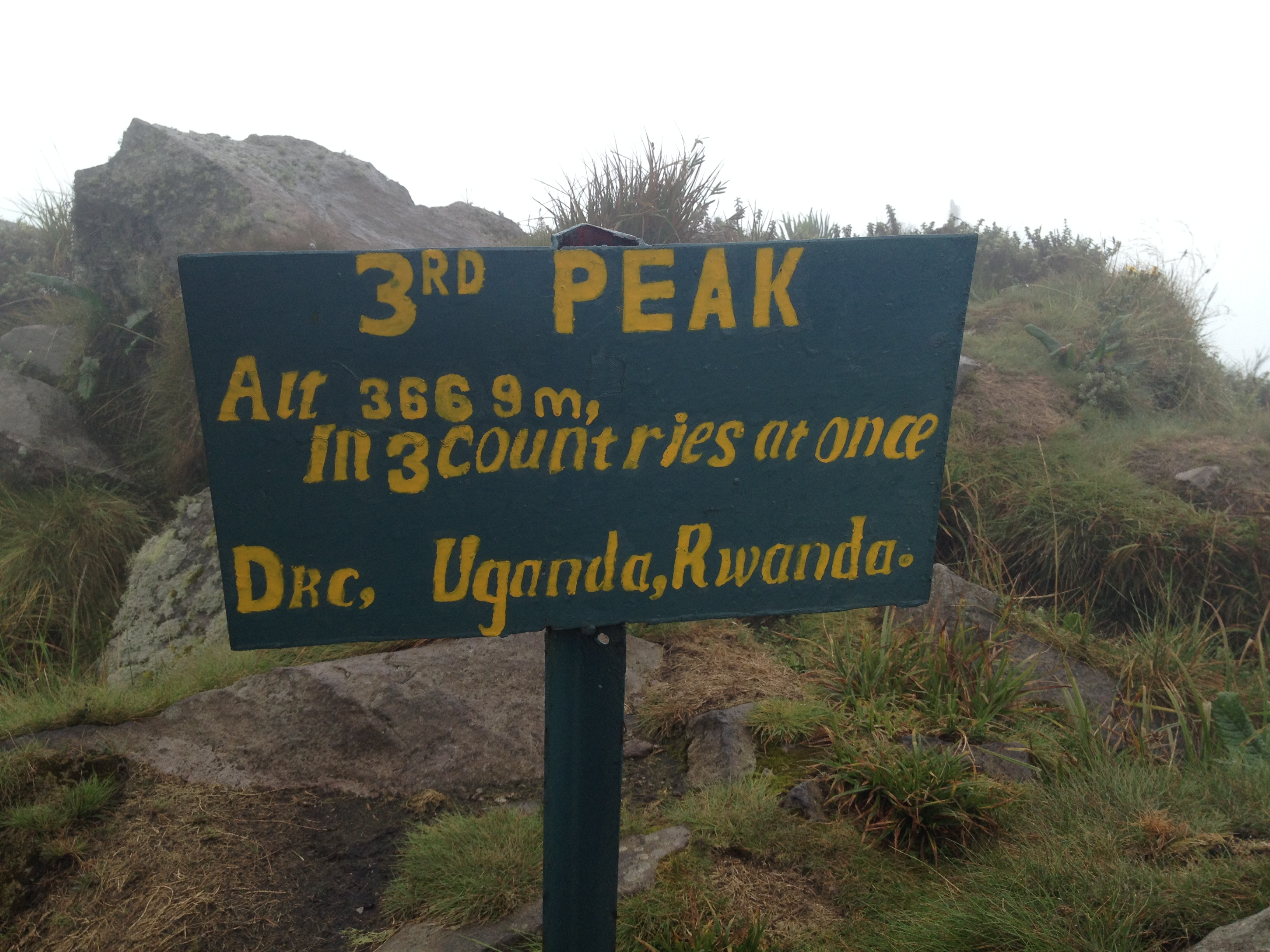
三国国境地点
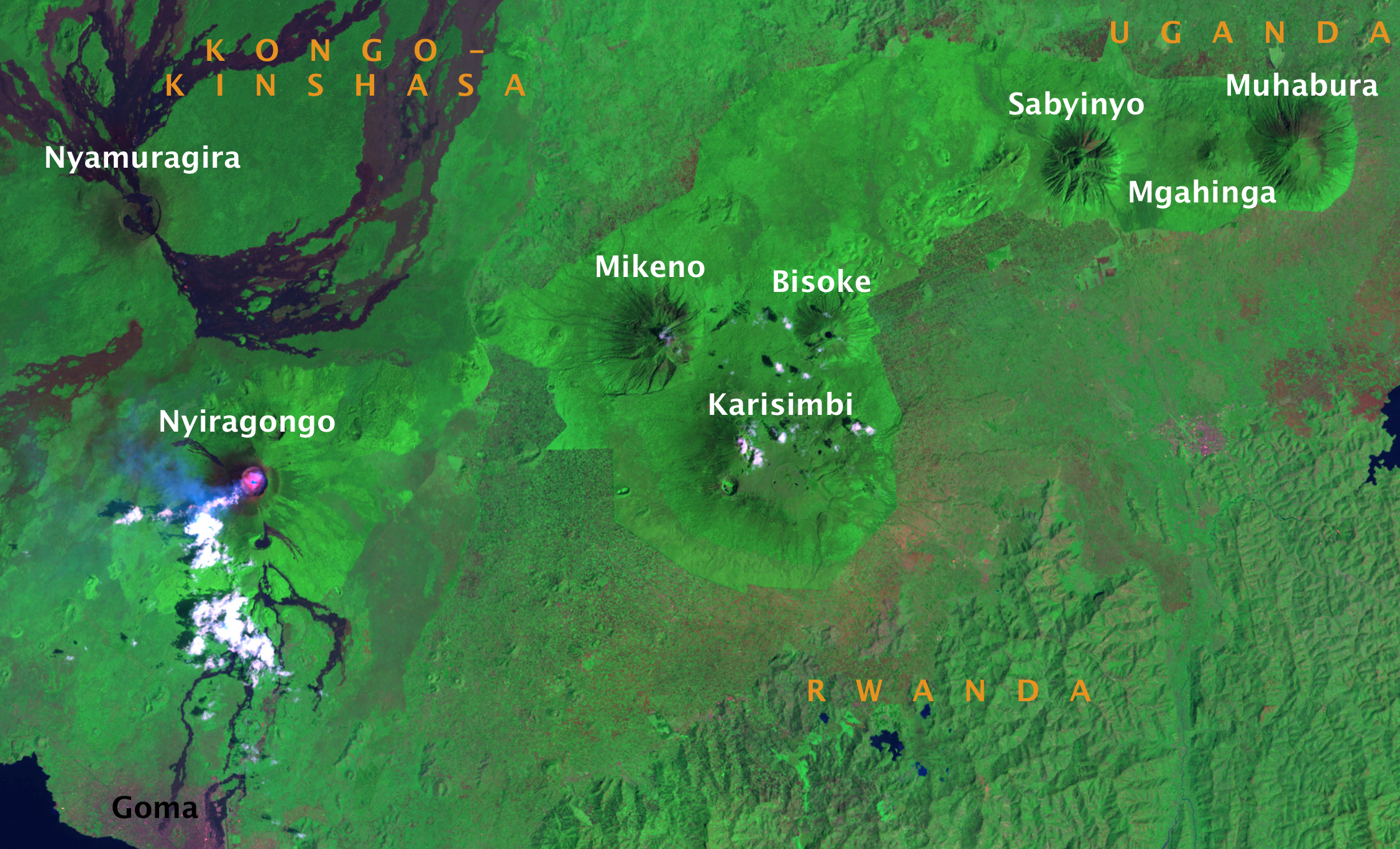
ヴィルンガ山地内の位置